# MTV Video Music Award de la meilleure direction artistique
Ce prix récompense le meilleur directeur artistique de clips de l'année.
Voici la liste des gagnants dans cette catégorie aux MTV Video Music Awards depuis 1984.
| Année | Artiste                           | Clip                         | directeur artistique                               |
| ----- | --------------------------------- | ---------------------------- | -------------------------------------------------- |
| 1984  | Herbie Hancock                    | Rockit                       | Jim Whiting, Godley & Creme                        |
| 1985  | Don Henley                        | The Boys of Summer           | Bryan Jones                                        |
| 1986  | ZZ Top                            | Rough Boy                    | Ron Cobb                                           |
| 1987  | Peter Gabriel                     | Sledgehammer                 | Stephen R. Johnson, Stephen Quay, and Timothy Quay |
| 1988  | Squeeze                           | Hourglass                    | Clive Crotty and Mick Edwards                      |
| 1989  | Madonna                           | Express Yourself             | Vance Lorenzini                                    |
| 1990  | The B-52's                        | Love Shack                   | Martin Lasowitz                                    |
| 1991  | R.E.M.                            | Losing My Religion           | Jose Montana                                       |
| 1992  | Red Hot Chili Peppers             | Give It Away                 | Nick Goodman                                       |
| 1993  | Madonna                           | Rain                         | Jan Peter Flack                                    |
| 1994  | Nirvana                           | Heart-Shaped Box             | Bernadette Disanto                                 |
| 1995  | Michael Jackson and Janet Jackson | Scream                       | Tom Foden                                          |
| 1996  | The Smashing Pumpkins             | Tonight, Tonight             | K.K. Barrett et Wayne White                        |
| 1997  | Beck                              | The New Pollution            | K.K. Barrett                                       |
| 1998  | Björk                             | Bachelorette                 | Donovan Davidson                                   |
| 1999  | Lauryn Hill                       | Doo Wop (That Thing)         | Gideon Pointe                                      |
| 2000  | Red Hot Chili Peppers             | Californication              | Colin Strause                                      |
| 2001  | Fatboy Slim                       | Weapon of Choice             | Val Wilt                                           |
| 2002  | Coldplay                          | Trouble                      | Tim Hope                                           |
| 2003  | Radiohead                         | There There                  | Chris Hopewell                                     |
| 2004  | OutKast                           | Hey Ya!                      | Eric Beachamp                                      |
| 2005  | Gwen Stefani                      | What You Waiting For?        | Zach Matthews                                      |
| 2006  | Red Hot Chili Peppers             | Dani California              | Justin Dragonis                                    |
| 2007  | non décerné                       |                              |                                                    |
| 2008  | Gnarls Barkley                    | Run (I'm a Natural Disaster) | Happy Massee , Kells Jesse                         |
| 2009  | Lady Gaga                         | Paparazzi                    | Jason Hamilton                                     |
| 2010  | Florence and the Machine          | Dog Days Are Over            | Louise Corcoran , Aldene Johnson                   |
| 2011  | Adele                             | Rolling in the Deep          | Nathan Parker                                      |
| 2012  | Katy Perry                        | Wide Awake                   | Benji Bamps                                        |
| 2013  | Janelle Monáe feat. Erykah Badu   | Q.U.E.E.N.                   | Veronica Logsdon                                   |
| 2014  | Arcade Fire                       | Reflektor                    | Anastasia Masaro                                   |
| 2015  | Snoop Dog                         | So Many Pros                 | François Rousselet , Jason Fijal                   |
| 2016  | David Bowie                       | Blackstar                    | Jan Houllevigue                                    |
| 2017  | Kendrick Lamar                    | Humble                       | Spencer Graves                                     |
| 2018  | Beyoncé feat. Jay-Z               | Apeshit                      | Jan Houllevigue et le Musée du Louvre              |
| 2019  | Ariana Grande                     | 7 Rings                      | John Richoux                                       |
| 2020  | Miley Cyrus                       | Mother's Daughter            | Christian Stone                                    |
| 2021  | Saweetie feat. Doja Cat           | Best Friend                  | Alec Contestabile                                  |